# Professores contra o Escola sem Partido
Professores Contra o Escola Sem Partido, ou PCESP, é um movimento social, coletivo e comunidade formado no Brasil por educadores e professores de todas as instâncias de ensino, cidades e estados, contra o projeto de lei conhecido como "Escola sem Partido". Surgido em 2015, é um dos primeiros movimentos sociais de oposição direta às propostas do "Escola Sem Partido" e um dos principais divulgadores de notícias a respeito, além de criar análises e reflexões sobre o assunto e mobilizações.
Atuando primeiramente por meio das redes sociais, mobiliza e defende a autonomia do docente e uma escola livre, plural e democrática, garantida sobretudo pelo Artigo 206 da Constituição de 88. Os organizadores do Professores Contra o Escola sem Partido mapeiam todos os projetos de lei iguais ou semelhantes ao "Escola Sem Partido" em tramitação no País, além de reunir diversos pesquisadores sobre o tema, a fim de diálogo, oposição e resistência. Também ajudam a identificar casos e a denunciar ameaças ou assédio moral em ambiente escolar. Seja em páginas de redes sociais, como o Facebook, ou em seu site oficial, o Professores Contra o Escola sem Partido também é portal informativo com bibliografia e referências, mobilizações, documentos, notas técnicas e pareceres.
Para eles, o "Escola sem Partido" é, definitivamente, uma ameaça à educação e à sociedade brasileira. Dentre os diversos grupos contrários ao projeto de lei, sejam sindicatos de professores, instituições, estudantes, movimentos estudantis e partidos políticos, o Professores Contra o Escola sem Partido é um dos mais atuantes.

## Surgimento
Em 2015, professores e estudantes da Faculdade de História e de Educação da Universidade Federal Fluminense (UFF), ao tomarem conhecimento do "Escola sem Partido" e dos seus projetos de lei em tramitação municipal (do vereador Carlos Bolsonaro), estadual (do deputado Flávio Bolsonaro) e federal, criaram o grupo Movimento Liberdade Para Educar (MLE), que, no entanto, devido a debates internos e dissidências, gerou o atual Professores Contra o Escola Sem Partido. Assim, este movimento é um dos primeiros de oposição direta às propostas do "Escola sem Partido", sendo também um dos mais ativos e principais no quesito de debate, reflexão e oposição.

## O grupo
Em seu site oficial, o PCESP apresenta-se como,
"Um grupo de estudantes e professores que se opõem aos projetos de lei incentivados por este movimento [ESP] que tramitam em várias casas legislativas do país. Para combater este retrocesso buscamos na página e neste blog informar e produzir conteúdo de análise e reflexão sobre o crescimento e organização do ESP, visando fundamentar nossos argumentos para desconstruir o apoio que eles conquistaram nos últimos anos."

## Causas defendidas

### Liberdade de expressão
Os Professores Contra o Escola Sem Partido defendem a liberdade de expressão. Uma das cartas mais famosas criadas pelo grupo — que produz e divulga diversas cartas e documentos a serem assinados por profissionais envolvidos e cidadãos interessados, a fim de serem apresentados ao Congresso e ao Senado Federal — é a “Em Defesa da Liberdade de Expressão em Sala de Aula", assinada por centenas de indivíduos, movimentos, instituições e organizações, que defende de maneira absoluta o direito à liberdade de expressão na sala de aula. A carta defende que o professor, ainda que tenha um programa curricular a seguir, depende apenas dos seus saberes profissionais para recorrer a "qualquer concepção pedagógica válida e relacionando a matéria com as temáticas que julgar pertinentes".

### Inconstitucionalidade do Escola sem Partido
O Professores Contra o Escola sem Partido acrescentam que não somente eles, mas também estudiosos e profissionais do Direito Constitucional têm se manifestado sobre a inconstitucionalidade do projeto de lei, sobretudo em relação ao artigo 206 da Constituição Federal.

### Questões de gênero
O Professores Contra o Escola sem Partido e demais educadores contra o projeto de lei rejeitam o termo "ideologia de gênero" usado pelo "Escola Sem Partido" e acreditam que os estudos de gênero fazem parte da sociologia moderna, como também das pedagogias contemporâneas.

### Ensino plurireligioso
O Professores Contra o Escola sem Partido acreditam que grande parte dos defensores do projeto de lei fazem parte de grupos evangélicos e neopentecostais fundamentalistas, que tentam impedir o ensino religioso plural, relatando, muitas vezes, dificuldade em se ensinar outras religiões, como as de matriz africana. Advogam, por isso, mesmo em âmbito religioso, o ensino plural garantido pela Constituição Brasileira.

### Senso crítico
Os Professores Contra o Escola Sem Partido reivindicam o senso crítico dos alunos nas escolas a fim de estimular a consciência social, cidadã e o respeito e tolerância à pluralidade de valores, ideias e comportamentos.

## Críticas e contra-respostas
Os críticos do Professores Contra o Escola sem Partido, e que são favoráveis ao "Escola sem Partido", acreditam que tais professores e educadores estariam "ditando" a formação de crianças e jovens brasileiros. Defensores do projeto Escola sem Partido argumentam serem contrários ao que chamam de "doutrinação nas escolas" e ao “abuso da liberdade de ensinar”, afirmando que há professores que pregam suas ideologias políticas e religiosas para os alunos. Existem sindicatos de professores que defendem que este apoio ao movimento vem de alunos de graduação que desejam estar no lugar dos professores no futuro e inclusive citam Paulo Freire para defender esta posição.
Professores e educadores do movimento ou que são favoráveis às suas causas rebatem tal perspectiva, alegando que elas servem apenas para instaurar censura, perseguição a professores e clima de assédio moral no ambiente escolar. Tais mecanismos atestam, inclusive, ameaças aos direitos civis e às lutas dos movimentos pela igualdade de gênero, pela discussão das questões étnico-raciais e pelas diferenças relacionadas à orientação sexual, aos deficientes e à inclusão social e transformação social de cidadãos, alunos e estudantes em situação de desigualdade de oportunidades como parte do processo da educação pública e da democratização do país.
A querela se concentra sobretudo em relação à mobilização de valores, em escolas do ensino fundamental e do ensino médio, que problematizam a questão da mudança social e econômica, da crítica ao status quo histórico, do racismo, da homofobia, da transfobia, do machismo, etc.  O movimento também pratica o marketing de guerrilha, usando de conteúdo arquivado e pesquisado das páginas do Escola sem Partido para fazer seus posts humorísticos de facebook com só um ângulo de análise e emulando o conteúdo do ESP.

## Mobilizações semelhantes
Há várias frentes, coletivos e movimentos contrários ao "Escola sem Partido", sobretudo ligados a professores, pedagogos e educadores em geral, tanto em âmbito nacional quanto municipais e estaduais, dispostos a dialogar e a se opor a qualquer avanço legislativo. Em 30 de junho de 2017, foi fundado o Movimento Educação Democrática, associação com objetivo de defender a escola pública, laica, plural e democrática. Com o intuito de agir legalmente e abrir representações legais na justiça para debater não só o "Escola Sem Partido" mas também qualquer outra iniciativa que possa colocar em risco a educação democrática, esta associação possui diretoria, votada em assembléia no dia da sua criação, que conta com a participação dos membros do movimento Professores Contra o Escola Sem Partido.
Segundo pesquisadores, a mobilização realizada pela comunidade Professores Contra o Escola sem Partido encontra semelhanças também com o trabalho de Tradução, cujo procedimento "visa criar inteligibilidade, coerência e articulação num mundo enriquecido por uma tal multiplicidade e diversidade." Tais professores e educadores enxergam que o objetivo da tradução, que, para Boaventura de Sousa Santos, é criar as condições para uma justiça social global a partir da imaginação democrática, possui laços e semelhanças com o direito constitucional do livre aprender e ensinar, através de práticas e agentes. Assim, segundo os organizadores do coletivo Professores Contra o Escola sem Partido, ele condiz com o procedimento de tradução designado por Boaventura de Souza Santos, no sentido de ser um trabalho simultaneamente intelectual, político e emocional.